# سیارک ۱۶۷۹۷
سیارک ۱۶۷۹۷ (به انگلیسی: 16797 Wilkerson، نامگذاری:1997CA17) شانزده هزار و هفتصد و نود و هفتمین سیارک کشف شده‌است که در ۷ فوریه ۱۹۹۷ کشف شد.
قدر مطلق سیارک برابر ۱۳٫۴۰ است.